# 神庭村
神庭村（かんばそん）は、岡山県苫田郡にあった村。
現在の津山市綾部、草加部、吉見に当たる。
ここでは現在の津山市神庭地区についても扱う。

## 沿革
- 1889年6月1日 - 町村制施行に伴い、東北条郡綾部村、草加部村、吉見村が合併、神庭村となる。大字綾部に役場を置く。
- 1900年4月1日 - 東北条郡が東南条郡、西西条郡、西北条郡と合併し、苫田郡となる。
- 1954年7月1日 - 周辺の9村とともに津山市へ編入される。

## 神庭地区
現在、神庭村から草加部を除いた地域を神庭地区と呼んでいる。草加部は成名地区。小学区は清泉小学区。中学校は津山東中学区。

### 隣接自治体・地区
- 津山市成名地区
- 津山市高倉地区
- 津山市高田地区
- 津山市滝尾地区
- 津山市加茂地区（旧・西加茂村・東加茂村）

### 地区の地名
- 綾部
- 吉見
- 草加部 - 村制施行時

### 人口
795人（2019年1月1日現在。住民基本台帳による。津山市調べ）。地名ごとの人口については各地名記事を参照。

### 教育

#### 小学校
- 苫田郡神庭村・勝北郡滝尾村組合立清泉小学校

## 交通

### 鉄道
- JR因美線が通過する（駅はなし）。

### 道路
村制廃止当時は未完成。高速道路・国道はなし。

#### 県道
- 主要地方道
  - 岡山県道6号津山智頭八東線
- 一般県道

地区内を走る一般県道なし

## 河川・山岳

### 河川
- 加茂川

### 山岳
- 烏ヶ仙

## 寺院・神社

### 神社
- 綾部神社
- 吉見神社